# لژیون (فیلم ۲۰۱۰)
لژیون (Legion) یا  لشکر ، فیلمی آمریکایی است ساخته سال ۲۰۰۹ و اکران شده در سال ۲۰۱۰ با مضمون رستاخیزی و ترسناک فراطبیعی. کارگردان این فیلم اسکات استوارت است و فیلم‌نامه آن توسط پیتر شینک و اسکات استوارت نوشته شده‌است.

## داستان
فیلم در مورد خشم خدای ادیان ابراهیمی از آدمیان است و این‌که او دیگر امیدی برای بهبودی نسل بشر ندارد، و پشیمان از آفریدن انسان، مانند بار گذشته که توفان نوح را برای قتل‌عام انسان‌ها به راه انداخت این‌بار با فرستادن حشرات و قبض روح انسان‌ها برای قتل همدیگر به این کار دست می‌زند.
خدا فرمان تمام شدن زندگی بشر و رستاخیز را می‌دهد اما در این بین فرشته‌ای به نام میکائیل که هنوز به بشر امید دارد و عشق به نوع بشر هنوز در وجود او نمرده از فرمان خدا سرپیچی می‌کند و برای نجات نسل بشر از انقراض به کمک نسل آدم می‌آید. هدف او نجات کودکی است که ادامهٔ نسل بشر از او خواهد بود و قرار است که به دنیا بیاید که به نظر می‌رسد یک بچه نامشروع است.
ماجراهای فیلم در مورد حواشی نجات آن کودک از دست انسان‌های قبض روح شده و فرشتهٔ دیگری به نام جبرئیل است که خواهان اجرای دستور خدا است.
سرانجام میکائیل با تلاش‌های خود این نوزاد را به سوی نجات می‌فرستد و خدا نیز در آخر متقاعد می‌شود که امید میکائیل به انسان واهی نیست و روند ماجرا به خدا نیز نشان می‌دهد که هنوز نوری از خوبی در دل برخی از آدمیان وجود دارد و به این خاطر با وجود این‌که میکائیل بر روی زمین در نبرد با جبرئیل کشته شده‌بود او را دوباره زنده کرده و بار دیگر به مقام فرشتگی می‌رساند.